# Dysdera minuta
Dysdera minuta es una especie de arañas araneomorfas de la familia Dysderidae.

## Distribución geográfica
Es endémica de la isla de Rodas (Grecia).